# Stedenspel
Stedenspel was een televisieprogramma waarin België en Nederland tegen elkaar strijden in een competitie. In de jaren zeventig en tachtig werd het programma uitgezonden door de NCRV en gepresenteerd door Dick Passchier. Medewerking werd onder meer verleend door Dick van 't Sant, Tanja Koen en Judith Bosch. Deelnemende steden waren toen alleen uit Nederland afkomstig. Een vergelijkbaar programma bij de NCRV waren Zeskamp en het internationale Spel zonder grenzen in samenwerking met andere landen. 
Het spel kwam terug op 17 april 2010. Het werd opgenomen in het Eurocam Media Center in Lint, België. De presentatie werd verzorgd door Guy Van Sande en Yolanthe Cabau van Kasbergen. Het commentaar werd verzorgd door Tom Blom. In Nederland werd het programma, in tegenstelling tot de eerdere versie, uitgezonden door de TROS, in België werd dit door EXQI Plus gedaan.

## Seizoen 1 (2010)
| Afl. | Uitzending    | Uitzending        | Stad         | Stad       | Winnaar      |
| ---- | ------------- | ----------------- | ------------ | ---------- | ------------ |
| 1    | 17 april 2010 | 17 juli 2010      | Lint         | Alkmaar    | Alkmaar      |
| 2    | 24 april 2010 | 24 juli 2010      | Bree         | Neeritter  | Bree         |
| 3    | 1 mei 2010    | 31 juli 2010      | Bever        | Rotterdam  | Rotterdam    |
| 4    | 8 mei 2010    | 17 juli 2010      | Laarne       | Heiloo     | Laarne       |
| 5    | 15 mei 2010   | 7 augustus 2010   | Sint-Niklaas | Halsteren  | Sint-Niklaas |
| 6    | 22 mei 2010   | 14 augustus 2010  | Merksem      | Zoetermeer | Merksem      |
| 7    | 29 mei 2010   | 21 augustus 2010  | Kortrijk     | Vianen     | Kortrijk     |
| 8    | 5 juni 2010   | 28 augustus 2010  | Hasselt      | Langedijk  | Langedijk    |
| 9    | 12 juni 2010  | 4 september 2010  | Ieper        | Hulst      | Ieper        |
| 10   | 19 juni 2010  | 11 september 2010 | Antwerpen    | Amsterdam  | Amsterdam    |

De eindstand van dit seizoen was 6-4 voor België.